# Guido Trentin
Guido Trentin (Grandate, 24 novembre 1975) è un ex ciclista su strada italiano, professionista dal 1998 al 2007 e vincitore di una tappa alla Vuelta a España 2002.

## Carriera
Passista-scalatore, passò professionista nel 1998 con la Vini Caldirola-Longoni Sport, squadra diretta da Roberto Amadio. La prima vittoria la ottenne al secondo anno da pro, aggiudicandosi una corsa a tappe in Canada, il Tour Trans Canada; l'anno dopo, nel 2000, si mise in luce al Tour de France, ove giunse diciottesimo nella classifica generale e secondo nella classifica giovani dietro a Francisco Mancebo.
Nella stagione successiva si trasferì alla squadra francese Cofidis: con questa formazione nel 2002 vinse la quinta tappa della Vuelta a España, quella con arrivo in quota a Sierra Nevada, classificandosi peraltro quindicesimo nella generale. Sempre nel 2002 si impose al Tour du Poitou-Charentes, chiuse secondo al Tour du Limousin e fu sesto alla Tirreno-Adriatico. Nelle stagioni seguenti ottenne un altro piazzamento tra i primi venti alla Vuelta (fu diciannovesimo nel 2003); fu inoltre settimo alla Vuelta Ciclista a Catalunya del 2003 e secondo al Tour de Wallonie, con una vittoria di tappa, nel 2005.
Passò alla Saunier Duval-Prodir nel 2006, ma non riuscì più a incidere come prima. Al termine della stagione 2007 non gli venne rinnovato il contratto e decise di ritirarsi dall'attività.

## Palmarès
- 1997 (Dilettanti)

Circuito Mezzanese
Classifica generale Triptyque Ardennais
Giro dei Sei Comuni
- 1999

Classifica generale Tour Trans Canada
- 2002

5ª tappa Vuelta a España
Classifica generale Tour du Poitou-Charentes
- 2005

4ª tappa Tour de Wallonie
5ª tappa Troféu Joaquim Agostinho

## Piazzamenti

### Grandi Giri
- Giro d'Italia

2005: 40º
2006: 30º
- Tour de France

2000: 18º
2001: 45º
2003: 63º
- Vuelta a España

2001: 74º
2002: 15º
2003: 19º
2004: 76º